# 通圓
株式会社通圓（つうえん）は、京都府宇治市にある茶屋。平治2年（1160年）創業。

## 概要
京阪宇治線宇治駅前、宇治橋東詰めにある。1160年（平治2年）創業であり、日本の長寿企業第10位となっている。歴代の当主は橋守として旅人に茶を提供してきた。現在の建物は1672年（寛文12年）に建てられたもの。店舗内正面に利休作の釣瓶や一休和尚作の初代通圓像が飾られている。狂言「通圓」の題材ともなっており、また吉川英治の小説『宮本武蔵』などにも登場する。 

## 沿革

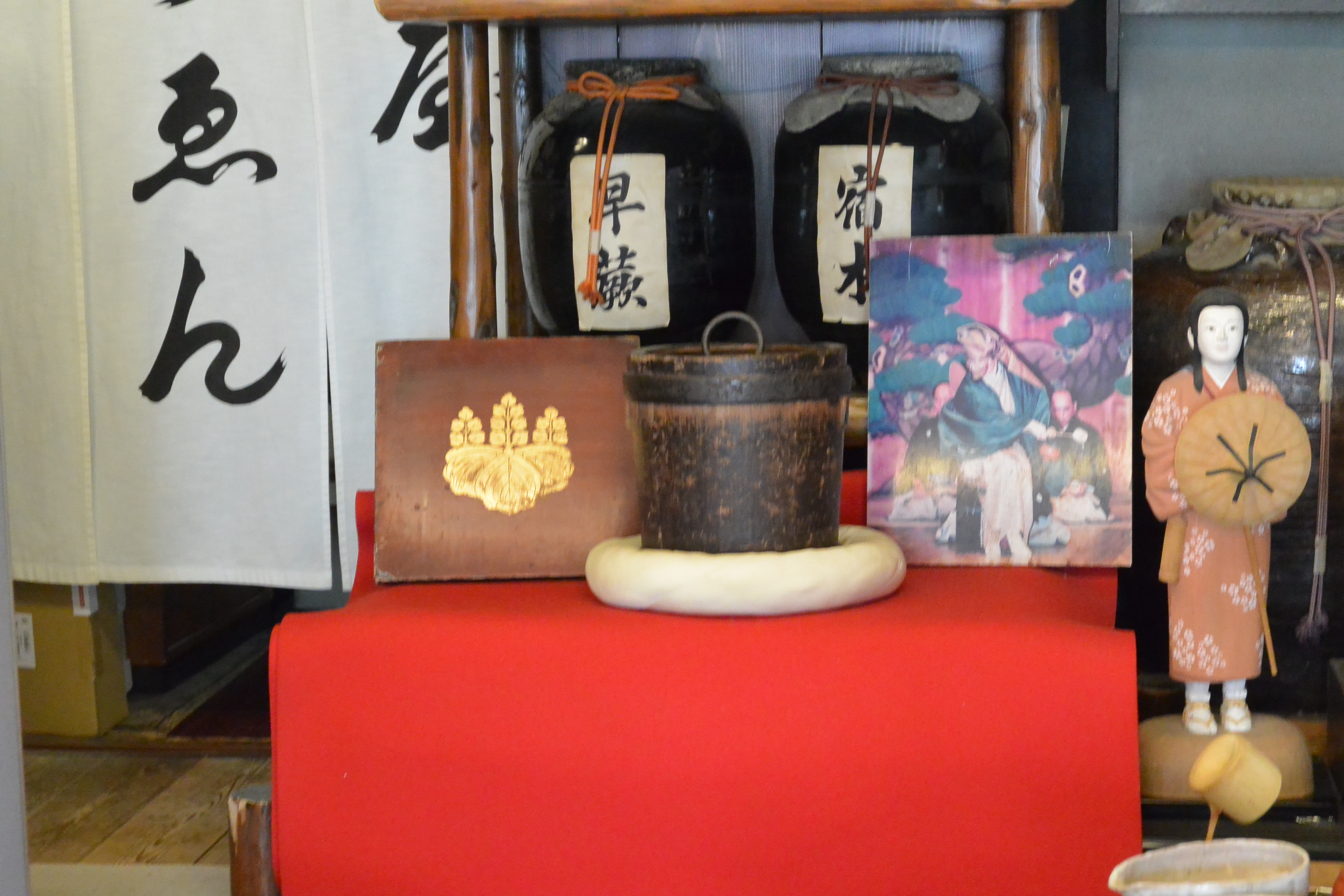
店内に飾られている千利休の鶴瓶と金の桐紋の木箱。2017年6月撮影

平安時代末期の1180年（治承4年）、平氏打倒のクーデター（治承の乱）に加わり、最後は敗れ平等院で自害した源頼政。その家臣の古川右内が、隠居後に通圓政久と名乗り、1160年（平治2年）に宇治橋東詰めに庵を結んだのが始まり。狂言「通圓」は頼政と初代との主従関係を物語ったもので、7代目と親交があった一休宗純が制作した初代通圓の木像は今も店の正面に置かれている。8代目は将軍・足利義政の同朋衆とした仕え、10・11代目は豊臣秀吉の信任を受けて宇治川から茶の湯用の水を汲み上げたとされる。その水汲みに使った千利休作の釣瓶が店内にある。
宇治川の流れと共に歴史を見てきた1672年（寛文12年）に建てられた現在の建物も、太平洋戦争末期の1945年（昭和20年）に戦争による強制立ち退きを迫られたが、柱にロープが掛けられ、まさに解体されようとした8月15日に終戦となり、難を逃れた。
2017年（平成29年）現在の当主は24代目通円祐介。社訓も家訓もなく、時代の流れにも乗らず「当たり前の生活の中で、毎日を迎え、年中無休、というスタイルで朝の神事などを自然に受け継ぐ、当たり前の毎日を引き継いでいきたい」と語っている。   

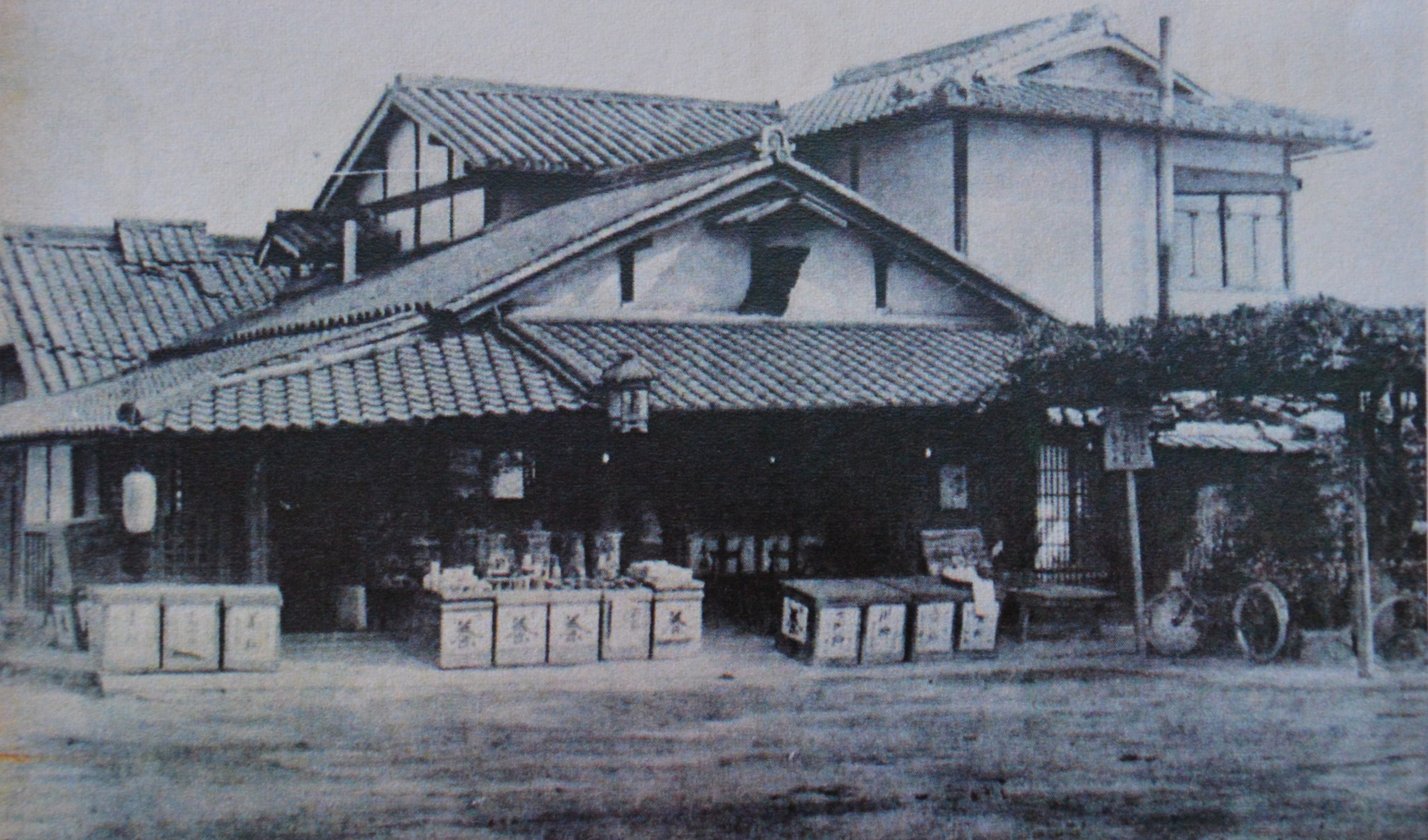
昭和初期の通圓

江戸時代には『出来斎京土産』（延宝6年/1678年）、『雍州府志』（貞享3年/1686年）、『都名所図会』（安永9年/1780年）などの書物に通圓が登場する。

## 歴代当主
| 代     | 名前     | 没年   | 代     | 名前           | 没年   |
| ------ | -------- | ------ | ------ | -------------- | ------ |
| 初代   | 古川右内 | 1180年 | 第13代 | 政安           | 1715年 |
| 第2代  | 不詳     | 1225年 | 第14代 | 政勝           | 1781年 |
| 第3代  | 不詳     | 1274年 | 第15代 | 政房           | 1795年 |
| 第4代  | 不詳     | 1303年 | 第16代 | 不詳           | 1822年 |
| 第5代  | 不詳     | 1335年 | 第17代 | 政善           | 1867年 |
| 第6代  | 不詳     | 1393年 | 第18代 | 増太郎         |        |
| 第7代  | 不詳     | 1455年 | 第19代 | 甚左衛門       | 1908年 |
| 第8代  | 不詳     | 1494年 | 第20代 | 祐次郎         | 1932年 |
| 第9代  | 不詳     | 1545年 | 第21代 | 米蔵           | 1924年 |
| 第10代 | 不詳     | 1588年 | 第22代 | 良三           | 2008年 |
| 第11代 | 不詳     | 1643年 | 第23代 | 亮太郎         |        |
| 第12代 | 不詳     | 1685年 | 第24代 | 祐介（現当主） |        |

## 登場する文芸作品

### 狂言「通圓」
お茶屋の通圓が宇治橋供養に来た300人の旅人にお茶を点てまくって死んでしまう、というナンセンスな内容の狂言（舞狂言）。能の「頼政」のパロディとなっており、能「頼政」は以仁王と合同して平氏打倒を企てた源頼政を主役（シテ）とし、宇治平等院の戦いで平清盛の子の平知盛の軍勢に押されて平等院で討ち死にした源頼政が表現されているが、狂言の「通圓」では源頼政を通圓に、宇治平等院の戦いを宇治橋供養に、平家の軍勢を300人の旅人に、討ち死にを茶の「点て死に（たてじに）」に置き換えたストーリーとなっている。詞章（台詞、歌詞）そのものも能「頼政」のもじりとして作られており、謡と舞という能の様式を用いる点も合わせ、その「パロディの徹底ぶり」が特徴的な作品となっている。

### 小説「宮本武蔵」
吉川英治作の長編小説『宮本武蔵』にも登場する。 